# Zemětřesení v Lýkii (141)
K zemětřesení v Lýkii došlo v letech 141 až 142. Zemětřesení zasáhlo většinu území římských provincií Lýkie a Kárie a ostrovy Rhodos, Kós, Symi a Serifos. Zemětřesení vyvolalo tsunami, které způsobilo velkou záplavu. Epicentrum zemětřesení se nepodařilo jednoznačně určit, předpokládá se, že se nacházelo na severním cípu Rhodu, na turecké pevnině severně od Rhodu u města Marmaris nebo pod mořem na východ od Rhodu.